# 遊楽部
遊楽部（ゆうらっぷ）は、北海道渡島総合振興局管内二海郡八雲町の地名。

## 概要
旧尾張藩徳川家の八雲町開拓時に、『遊楽部開拓』として名付けられた。

## 地名の由来
アイヌ語でユ・ラン・ペツ（温泉から下る川）またはユー・ラプ（温泉が下る川）に由来すると言われている。